# Federico di Sanseverino
Federico di Sanseverino (ur. ok. 1462 w Neapolu, zm. 7 sierpnia 1516 w Rzymie) – włoski kardynał z rodziny hrabiów Calazzo.

## Życiorys
Jego ojciec Roberto di Sanseverino był generałem armii papieskiej za Innocentego VIII i przeznaczył go do stanu duchownego. Już w 1481 roku w wieku zaledwie 19 lat został administratorem diecezji Maillezais (był nim do 1508). Na konsystorzu 9 marca 1489 Innocenty VIII mianował go kardynałem in pectore w nagrodę za wierną służbę jego ojca. Nominacja ta została ujawniona dopiero w okresie sediswakancji po śmierci Innocentego VIII w 1492, jednak dzięki protekcji kardynała Ascanio Sforza dopuszczono go do udziału w konklawe 1492 (głosował na kardynała Rodrigo Borgia, który został papieżem Aleksandrem VI). W 1494 był legatem Aleksandra VI wobec króla Francji Karola VIII. Niedługo potem otrzymał szereg beneficjów na terenie Francji m.in. był administratorem diecezji Terouenne (1496-98) i archidiecezji Vienne (1497–1515). Był odtąd kojarzony z frakcją profrancuską w Św. Kolegium Kardynałów.
Za pontyfikatu Juliusza II (1503–1513) był legatem w prowincji Patrymonium (1504) oraz administratorem diecezji Novara (1505–1512), wkrótce jednak przeszedł do opozycji wobec niego z uwagi na jego antyfrancuską politykę. W 1510 wspólnie z czterema innymi kardynałami (m.in. Bernardino Lopez de Carvajal) uszedł z Rzymu i przyłączył się do wojsk francuskich stacjonujących w Mediolanie. Tam w maju następnego roku zwołali sobór do Pizy. Po patronatem króla Francji Ludwika XII chcieli doprowadzić do detronizacji Juliusza II i obrania na papieża kardynała Lopez de Carvajal. Federico di Sanseverino miał zostać gubernatorem Państwa Kościelnego. Plan ten spalił na panewce, gdyż sobór pizański nie uzyskał znaczącego wsparcia nawet od przeciwników papieża. Juliusz II w odpowiedzi ekskomunikował zbuntowanych kardynałów (30 stycznia 1512) i zwołał Sobór laterański V. Po śmierci Julisza II Sanseverino i jego sojusznicy, mimo próśb, nie zostali dopuszczeni do udziału w konklawe 1513. Nowy papież Leon X w czerwcu 1513 udzielił mu przebaczenia i przywrócił do godności kardynalskiej (został wówczas protodiakonem Św. Kolegium). Objął wówczas funkcję kardynała-protektora Francji. Uczestniczył w negocjacjach między Leonem X a królami Francji Ludwikiem XII i jego następcą Franciszkiem I. Zmarł w Rzymie.